# Sultankonağı, Şebinkarahisar
Sultankonağı là một xã thuộc huyện Şebinkarahisar, tỉnh Giresun, Thổ Nhĩ Kỳ. Dân số thời điểm năm 2011 là 55 người.